# Bitka pri Argentovariji
Bitka pri Argentovariji ali Bitka pri Argentariji se je maja 378 odvila med Zahodnim rimskim cesarstvom in plemenom Lentiensov iz plemske zveze Alemanov pri Argentovariji (današnji Horbourg-Wihr, blizu mesta Colmar). Alemani so bili premagani s strani rimskih legionarjev, čeprav so pogumno vztrajali. Z bojišča je pobegnilo le 9.000 mož, kralj Lentiensov Priarius  pa je bil med bitko ubit. Lentiensi po tem porazu izginejo iz zgodovinskih zapisov.
Cesar Gracijan ki je poveljstvo nad vojsko v bitki dal Nannienusu in Malobavdu, je prejel naziv Alemannicus Maximus.